# Marcel Deiss
Marcel Deiss — французское винодельческое хозяйство и производитель вина. Оно находится в Бергхайме, во французском винодельческом регионе Эльзас.

## История
Семья Дайсс переехала в Бергхайм в 1744 году и вскоре после этого занялась выращиванием винограда в этом районе. Нынешние владения были основаны в 1947 году Марселем Дайссом после возвращения со Второй мировой войны. Поместьем в настоящее время управляет внук основателя, Жан-Мишель Дайсс, и его сын Матье Жан-Мишель который принял поместье в 1973 году после окончания курса энологии в университете.

## Вина[1]

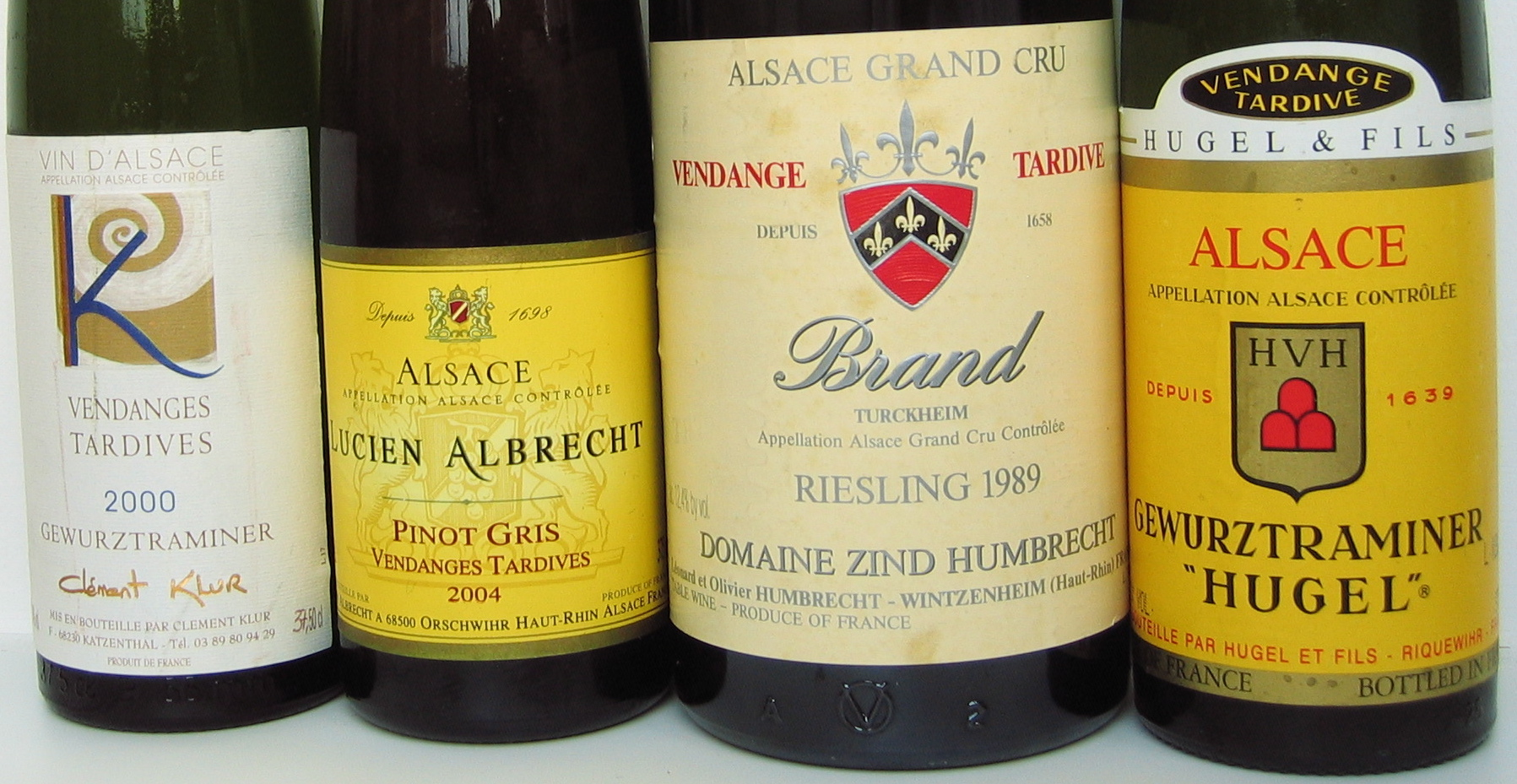
Эльзас имеет долгую историю сортовой маркировки своих вин (Рислинг, Гевюрцтраминер, Пино Гри и т. д.). Эта практика была обязательной для всех вин, производимых под маркой Alsace Grand Cru AOC, пока Марсель Дайсс не убедил INAO изменить законы в 2005 году.

В настоящее время владениям принадлежит около 26 гектаров виноградников в девяти различных районах Эльзаса, где в зависимости от условий производится около 10 000 ящиков вина каждого урожая. Виноградники содержались в соответствии с органическими принципами и были переведены на биодинамические методы с 1998 года.
Именно в последние годы репутация поместья значительно выросла под руководством Жана-Мишеля Дайсса. Поместье наиболее известно своими полевыми смесями из рислинга, пино гри, гевюрцтраминера и других сортов винограда. В то время как эти купажи распространены в Эльзасе, Дайсс необычен тем, что производит эти вина с лучших виноградников, в том числе с участков Гран Крю.
Дайсс также отличается от традиционной системы в Эльзасе, которая обычно включает в себя перечисление сортов винограда, используемых для производства вина, на этикетке, начиная с 2000 года на этикетках Vins de Terroirs указывается только название виноградника. Не указывать тип винограда на этикетке Гранд Крю было незаконным, пока Дайсс не убедил INAO изменить закон в 2005 году вопреки желанию многих других известных винодельческих хозяйств Эльзаса.
В поместье производятся вина трех категорий: Vins de Fruits, Vins de Terroirs и Vins de Temps.
- Vins de Fruits: вина начального уровня из поместья, изготовленные из одного сорта винограда.
- Vins de Temps: сделано, чтобы подчеркнуть характер урожая, с обозначениями Vendange tardive (Поздний урожай) и Selection de Grains Nobles (Выбор благородных ягод).

- Vins de Terroirs: полевые смеси, которыми славится Дайсс, с несколькими сортами винограда с одного виноградника.[2]